# Гришано (Ријети)
Гришано је насеље у Италији у округу Ријети, региону Лацио.
Према процени из 2011. у насељу је живело 131 становника. Насеље се налази на надморској висини од 687 м.